# ITA航空

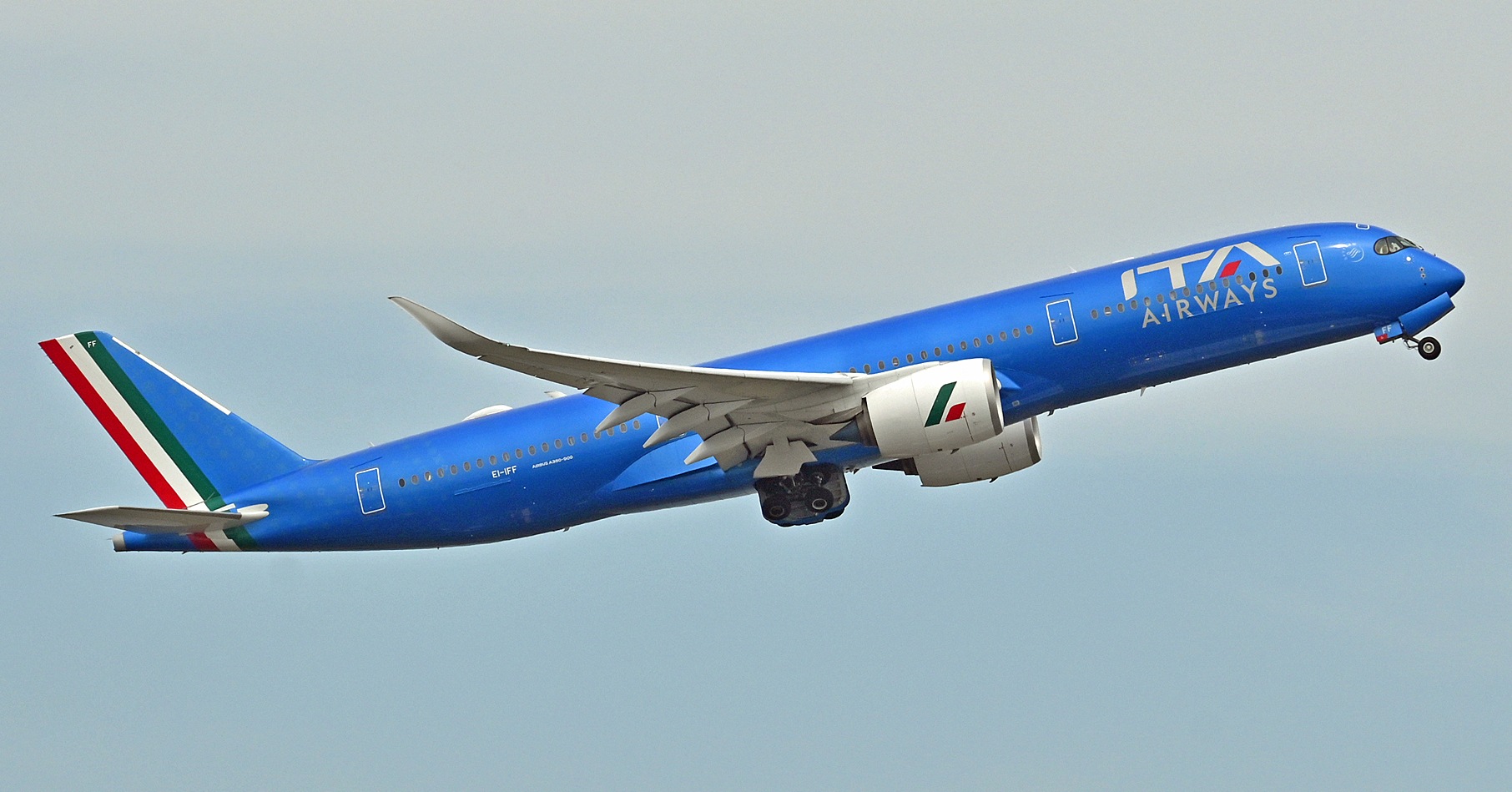
ITA航空A350-900

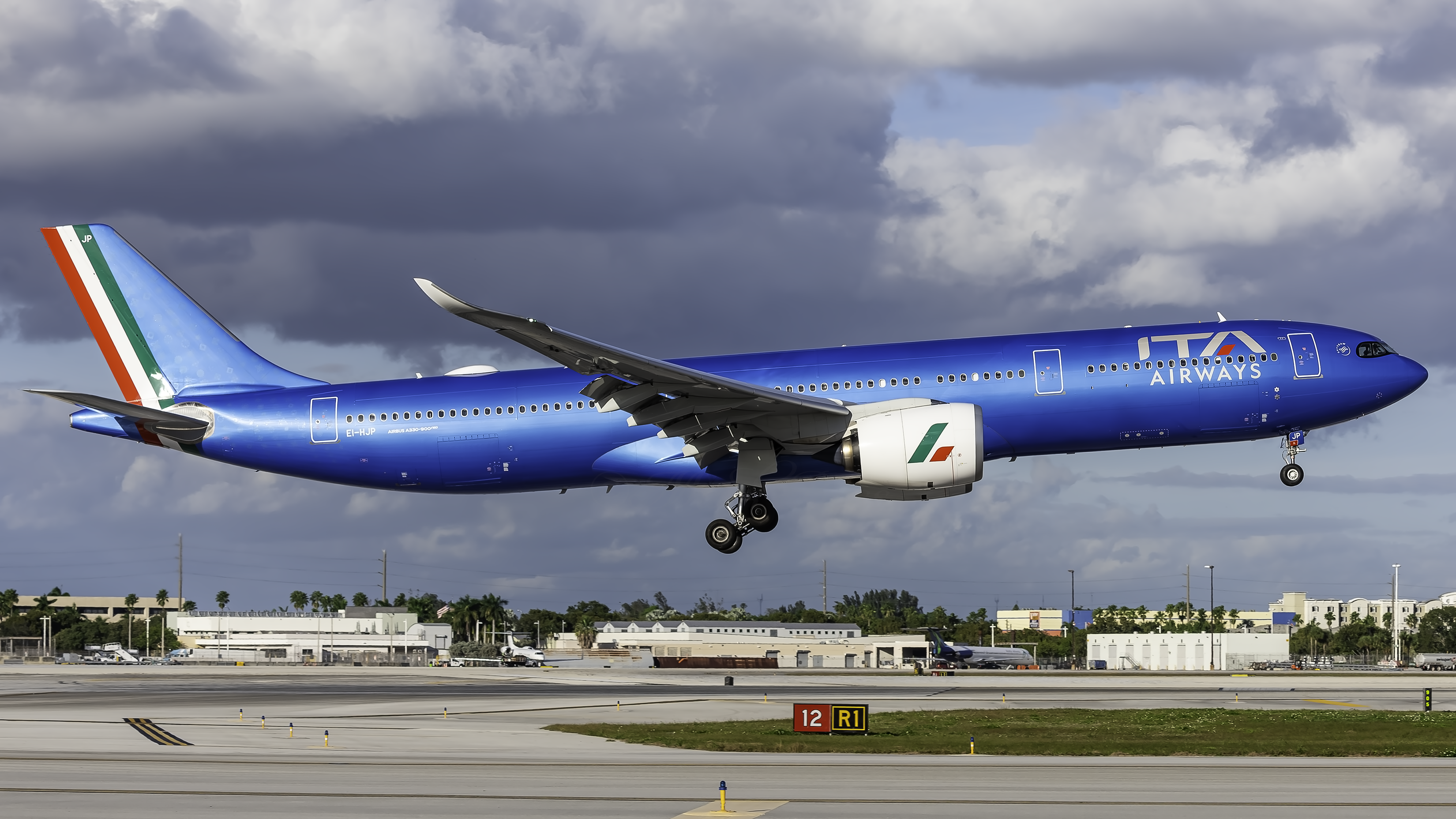
ITA航空A330-900

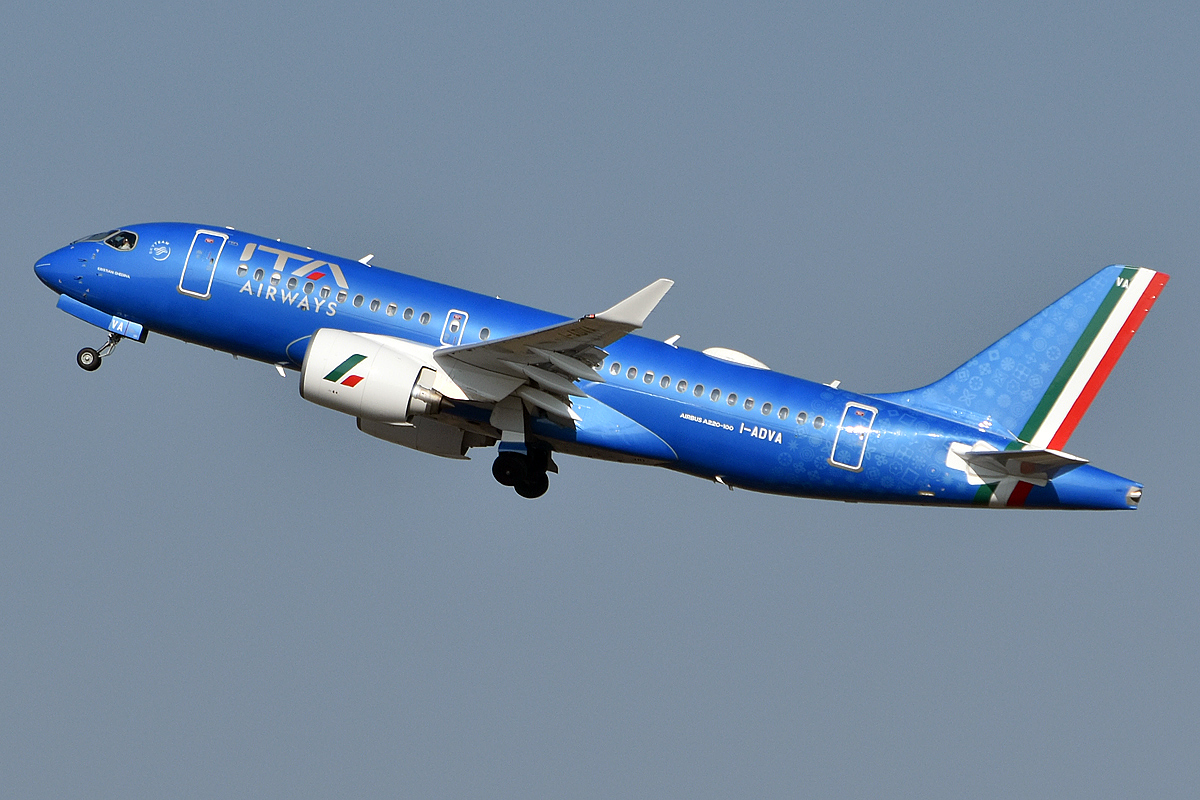
ITA航空A220-100

ITA航空（英語：ITA Airways），法定名稱為意大利航空運輸公司（義大利語：Italia Trasporto Aereo S.p.A），是意大利的一間公私合營航空公司，於2021年10月15日起開始營運。 公司由意大利政府轄下的經濟財政部及德國漢莎航空合營。该航空公司計劃接管原意大利國家航空公司意大利航空的大部分資產。

## 歷史

### 成立
意大利的國家航空公司意大利航空（Alitalia），自1946年起就開始營運。公司在1957年短暫被意大利政府國有化後再次變為私人公司，再於2009年和2015年被重組。公司在2009年與破產的意大利航空公司唯一航空進行合併和重組。 其後意大利航空先後接收來自法荷航集團和阿提哈德航空的注資。 2017年，阿提哈德航空結束對意大利航空的注資後數天，經過數次嘗試均無法盈利的意大利航空，被置於非常規管理之下搶救。
2017年5月17日，政府排除國有化意大利航空後，公司被正式拍賣出售。 可是在與達美航空、易捷航空、中國東方航空和意大利鐵路公司意大利國家鐵路談判失敗後，意大利政府最終仍接管了意大利航空。 不得不給政府接管的其中一個原因是它認為意大利航空將無力獨自撐過2019冠狀病毒病疫情的影響。 2020年10月10日，意大利政府簽署法令允許意大利航空重組為意大利航空運輸公司（義大利語：Italia Trasporto Aereo S.p.A）。

### 2020年代
2020年10月28日，有報道指ITA將會收購意大利航空一些資產，包括它和意大利城市快線航空的品牌和航空公司代碼、IATA售票代碼（055）、飛行常客獎勵計劃MilleMiglia和希思羅機場的機場時段（每周68個夏令時段與每周65個冬令時段）。此交易的總金額達2.2億歐元。
但於2021年1月8日，歐洲聯盟委員會發信至意大利常駐歐盟代表，要求意大利政府「公開、透明、無歧視和無條件式投標地」剝離意大利航空的資產。信件內包含62項澄清要求，並反對一所前國家航空公司可以透過私下協商；把財產轉賣到另一家新的國家航空公司的行為。信件中表示ITA不應保留意大利航空的品牌，因為使用該品牌將令ITA成為意大利航空的象徵性延續。歐洲聯盟委員會建議意大利航空的航空、地勤和維修事業應獨立售予第三者。委員會同時建議意大利航空的機場時段必須拍賣，而「MilleMiglia」則不能完整售予新的公司。
2021年8月26日，ITA正式在其新網頁公開售票。
2021年8月27日，ITA向美國運輸部申請豁免和外籍航空運輸許可證。 文件內提及ITA欲於2021年啟航至紐約、波士頓和邁亞密；2022年啟航至洛杉磯和華盛頓；和在2023年啟航至芝加哥和三藩市。文件內同時提及ITA於2021年10月15日開始營運前，將會收購某些意大利航空的資產，並參加獲取「意大利航空」品牌的公開招標活動。
2021年9月30日，ITA宣佈公司將會與空中巴士成為「戰略合作夥伴」，並公布ITA未來的機隊計劃。 公司同時宣佈已經與空中巴士簽訂諒解備忘錄，訂購10架空中巴士A330neo、7架空中巴士A220和11架空中巴士A320neo，合共28架新飛機；同時向航空租賃簽訂合同，租賃31架新的空中巴士飛機（當中包括空中巴士A350-900）。
2021年10月29日，ITA宣佈正式加入天合聯盟。
2021年12月1日，ITA將28架空中巴士飛機的意向訂單，轉為正式訂單。
2022年1月，漢莎航空及地中海航運公司據報將購入ITA航空約15-40%股權。隨後，意大利當局正式標售ITA航空部分股權，並於同年5月23日截標。除上述公司外，法荷航集團亦有入標競投。截至2022年8月，當局雖然仍未就此開標，但傾向與法荷航集團合作。
2023年5月23日，漢莎航空與意大利經濟財政部達成協議，將入資收購ITA航空41%股權。而其余59%股权将在未来几年内收购，从而令其成为汉莎航空集团的全资子公司。为此，ITA航空可能会在2026-2027年左右退出天合联盟，转而加入星空联盟。2025年2月3日，ITA航空正式退出天合联盟。

## 公司事務

### 所有權及公司總部
ITA由意大利政府轄下的經濟財政部掌控多數股權，另有41%股權屬德國漢莎航空。因此ITA的公司總部同時設於經濟財政部內。
公司的重要人物如下：
- 阿爾弗雷多·阿爾塔維拉（總裁）
- 法比奧·拉澤里尼（行政總裁）

### 標誌及塗裝
2021年10月15日，ITA公布將會使用「ITA航空」的商標營運。飛機塗裝使用新設計和配色，以藍色作為機身顏色；白色為機翼顏色，機身將會塗上白色的「ITA航空」標誌，部分A字配以紅色；而機尾將會塗上代表意大利的三種顏色。雖然「意大利航空」的商標暫時未被使用，但已被ITA購買用作未來營銷用途和避免被競爭公司使用。2024年9月起，ITA航空開始啓用口號，該口號亦開始塗於機身後段。

### 飛行常客計劃
「Volare」是ITA的飛行常客計劃，通過計劃乘客可以用飛行里數換取積分。 因應歐洲聯盟委員會的禁令，ITA未能繼承意大利航空的飛行常客計劃「MilleMiglia」。

## 航點
ITA計畫服務一共45個目的地和61條路線，並於2025年增加至74個目的地和89條路線。

### 代碼共享
ITA航空與以下航空公司實行代碼共享：
- 阿根廷航空[33]
- 墨西哥國際航空
- 波罗的海航空[34]
- 科西嘉航空[35]
- 多羅米提航空（2025年3月30日開始）
- 欧罗巴航空[36]
- 法國航空[37]
- 塞爾維亞航空[38]
- 奧地利航空（2025年3月30日開始）
- 哥倫比亞航空[39]
- 藍色巴西航空[40]
- 布魯塞爾航空（2025年3月30日開始）
- 保加利亚航空[41]
- 中華航空
- 中国南方航空
- 克罗地亚航空
- 捷克航空
- 達美航空[42]
- 埃塞俄比亞航空[43]
- 阿提哈德航空[44]
- 嘉鲁达印尼航空
- 海南航空
- 肯尼亚航空[45]
- 荷蘭皇家航空[46]
- 馬耳他航空[47]
- 科威特航空[48]
- 漢莎航空（2025年3月30日開始）
- 卢森堡航空[49]
- 中东航空[50]
- 飛馬航空
- 摩洛哥皇家航空
- 皇家約旦航空
- 沙特阿拉伯航空
- 瑞士國際航空（2025年3月30日開始）
- TAP葡萄牙航空[51]
- 羅馬尼亞航空[41]
- 越南航空[52]
- 廈門航空

### 行李共掛
- 勒奥斯航空
- 澳洲航空[53]
- 維珍航空

## 機隊
截至2025年1月，ITA航空現有及擬訂購/租賃的機隊詳細資料如下：（均使用空中巴士飛機）

### 機隊發展
ITA計劃在營運初期使用7架廣體飛機和45架窄體飛機，並計劃在2022年把機隊數目增加至78架。 公司如計劃地表示，將會營運10架支線飛機（可能是空中巴士A220）和55架短途飛機（可能是空中巴士A320neo和空中巴士A321neo），並以合共13架空中巴士A330-900和空中巴士A350營運長途航線。如果機隊到2024年至2025年增長到100架，ITA將可能訂購全新的空中巴士A321XLR營運長途單通道路線，航點將可能為非洲的達卡、阿克拉和拉各斯與中東的吉達、利雅得和科威特城。 機隊擴張計劃於2022年開展。
2021年9月30日，ITA宣佈與空中巴士簽訂備忘錄，訂購10架空中巴士A330neo、11架空中巴士A320neo和7架空中巴士A220。ITA同時宣佈與航空租賃和多家飛機租賃公司租賃56架飛機，包括空中巴士A220、空中巴士A320neo、空中巴士A321neo、空中巴士A330neo和空中巴士A350。
2021年10月15日，ITA自意大利航空繼承18架A319-100、25架A320-200和6架A330-200。此行動將會在意大利航空停止運營前的2021年10月14日進行，正好在ITA開始營運的2021年10月15日前一天。這些飛機再加上早前得到營運許可的兩架A320-200和1架A330-200，合共49架飛機把ITA的機隊數目增加至52架，符合開始營運的預計數目。

## 事故
- 2022年6月17日，一架ITA航空的空中客车A330-200（注册号：EI-EJL）与法国航空的波音777-200ER（注册号：F-GSPQ）在纽约约翰·肯尼迪国际机场相撞。法航777驾驶员通告空管并建议他们不要批准ITA航空A330的起飞请求。最后ITA航空的飞机仍然起飞，并最终抵达意大利罗马，检查员飞机抵港后发现机翼损坏。事件目前调查中[65][66]。

## 外部連結
- 官方網站 （页面存档备份，存于）